# Tapinogyna perichroa
Tapinogyna perichroa är en fjärilsart som beskrevs av Oswald Beltram Lower 1903. Tapinogyna perichroa ingår i släktet Tapinogyna och familjen mätare. Inga underarter finns listade i Catalogue of Life.